# アンゲロス・ハリステアス
アンゲロス・ハリステアス（Άγγελος Χαριστέας、Angelos Charisteas、1980年2月9日 - ）は、ギリシャ、セレス県ストリモニコ出身の元同国代表サッカー選手。現役時代のポジションはFW（ST、WG）。

## 経歴
ギリシャ国内のクラブを転々とし、ストライカーとして着実に成長。ギリシャ代表にも招集され、2001年2月に代表デビューを果たす。2002年にはドイツ・ブンデスリーガ・ヴェルダー・ブレーメンへ移籍したが、ハリステアスの名が知れ渡ったのは2004年のEURO2004でギリシャを優勝に導いて以来。決勝戦では開催国ポルトガルをヘディング一発で沈めた。
その活躍が認められて2004年シーズン途中にオランダのアヤックスへ移籍したがレギュラーの座を勝ち取ることは出来ず、フェイエノールトへ移籍。2006-2007シーズンは28試合で9得点をマークした。2007-2008シーズンからは1.FCニュルンベルクへ移籍。2008-2009シーズンの途中にはバイエル・レヴァークーゼンへ半年間のレンタル移籍をしていた。
2010-2011シーズンはACアルル・アヴィニョンへ移籍したが、得点を挙げられないまま2010年11月に契約は終了した。2011年1月、シャルケ04へ移籍。

## 代表歴

### 出場大会
- ギリシャ代表
  - 2010 FIFAワールドカップ

### 試合数
- 国際Aマッチ 88試合 25得点（2001年-2011年）[2]

| ギリシャ代表 | 国際Aマッチ | 国際Aマッチ |
| 年           | 出場        | 得点        |
| ------------ | ----------- | ----------- |
| 2001         | 7           | 4           |
| 2002         | 6           | 0           |
| 2003         | 10          | 3           |
| 2004         | 15          | 6           |
| 2005         | 10          | 1           |
| 2006         | 7           | 1           |
| 2007         | 6           | 2           |
| 2008         | 12          | 6           |
| 2009         | 8           | 0           |
| 2010         | 4           | 1           |
| 2011         | 3           | 1           |
| 通算         | 88          | 25          |

## タイトル

### クラブ
ブレーメン
- ブンデスリーガ : 2003-04
- DFBポカール : 2003-04

アヤックス
- ヨハン・クライフ・スハール : 2005-06
- KNVBカップ : 2005-06

シャルケ
- DFBポカール : 2010-11

### 代表
ギリシャ
- UEFA欧州選手権 : 2004